# Curt Sigmar Gutkind
Curt Sigmar Gutkind (* 29. September 1896 in Mannheim; † 2. Juli 1940 im Atlantik) war ein deutscher Romanist und Italianist mit italienischer Staatsangehörigkeit.

## Leben und Werk
Gutkind kam aus dem Ersten Weltkrieg als Kriegsversehrter zurück. Er promovierte im Jahr 1922 an der Universität Heidelberg bei Leonardo Olschki über Die heroisch-komischen Stilelemente in den „Maccheronee“ des Teofilo Folengo (Merlin Cocai) mit Ausblicken auf Alessandro Tassoni und Nicolas Boileau (ungedruckt) und war in den Jahren 1923 bis 1928 Lektor in Florenz. Er wurde dann außerordentlicher Professor und Leiter des im Jahr 1929 gegründeten Dolmetscherinstituts an der städtischen Handelshochschule Mannheim, dem späteren Dolmetscherinstitut Heidelberg, heute Institut für Übersetzen und Dolmetschen (IÜD) der dortigen Universität. Als Jude von den Nationalsozialisten entlassen, floh er 1934 aus dem Reich, er ging zuerst nach Paris und 1935 nach Oxford an das Magdalen College. Obwohl er zwischenzeitlich die italienische Staatsangehörigkeit erwarb, die er 1938 wieder verlor, und trotz seiner guten Beziehungen zu Benito Mussolini erreichte er keine Anstellung in Italien. Im Jahr 1939 wurde er Dozent am Bedford College der Universität London. Er wurde wie alle Deutschen nach Kriegsbeginn als feindlicher Ausländer zunächst interniert und sollte dann nach Kanada deportiert werden. Er kam beim Untergang des von dem deutschen Unterseeboot U 47 versenkten Schiffes Arandora Star ums Leben.
Curt Gutkind war verheiratet mit der Übersetzerin Laura Maria Gutkind-Kutzer (bzw. Kutzer-Gutkind, 5. August 1896 München – 16. Dezember 1997 Bad Aibling), der Tochter von Theodor Kutzer.
Sein Nachlass befindet sich im Stadtarchiv Mannheim.

## Publikationen

### Autor
- Das Buch vom Wein. Aus allen Zeiten und Breiten (mit Karl Wolfskehl), München 1927.
- Fritz von Unruh. Auseinandersetzung mit dem Werk. Aufsätze (mit Rudolf Ibel und Luc Durtain), Frankfurt am Main 1927.
- Herren und Städte Italiens. Eine Wanderchronik. Mannheim 1928
- Molière und das Komische Drama. Halle (Saale) 1928
- Die handschriftlichen Glossen des Iacopo Corbinelli zu seiner Ausgabe der ‚De Vulgari Eloquentia‘. In: Archivum Romanicum 18, 1934, S. 19–120
- Cosimo de’ Medici, pater patriae, 1389 – 1464. Oxford 1938 (engl.)
  - Übers. ins Italienische von C. S. G.: Cosimo de’ Medici. Il Vecchio. Florenz 1940; wieder 1949 (posthum)
- Das Buch der Tafelfreuden. Aus allen Zeiten und Breiten gesammelt. Leipzig 1929

### Herausgeber und/oder Übersetzer
- Wilhelm Fraenger: Die Masken von Rheims. Leipzig 1922[3]
- Sette secoli di poesia italiana. Scelta e commento. Heidelberg 1923
- Ugo Ojetti: Mein Sohn, der Herr Parteisekretär (mit Laura Maria Kutzer). München 1925
- Luigi Pirandello: Novellen. Heidelberg 1926
- Ugo Ojetti: Erzählungen. Heidelberg 1926
- Frauenbriefe aus der italienischen Renaissance. Heidelberg 1928
- Mussolini und sein Fascismus. Eingeleitet von Benito Mussolini. Heidelberg 1928 (Italienisch zuerst Florenz 1927)
- Frauenbriefe aus der französischen Renaissance. Leipzig 1929
- Giuseppe Antonio Borgese: Rubè. Roman. Heidelberg 1929